# 김동명 (가수)
김동명(1983년 7월 26일 ~ )은 대한민국의 가수이다. 2019년 4월 28일 솔로가수 선언 후 5여개월 후 10월 11일 첫 싱글 <포비아>를 발표하고 다양한 음악활동 중이다. 2014 ~ 2019년 5년간 락 밴드 부활 10대 보컬리스트 리드보컬이었다.

## 음반
- 2024년 하늘 끝에서 흘린 눈물
- 2019년 포비아 (솔로 첫싱글)
- 2018년 꽃 (부활30주년 기념싱글)
- 2014년 사랑하고 있다(부활 데뷔싱글)
- 기타싱글 **
- 2019년 영원한챔프 (한화이글스 응원가)
- 2016년 서시 (하나의 코리아 & 부활)
- 2016년 막걸리드림 (Makgeoli Dream,부활)
- 2015년 노래처럼 (언어문화개선공익곡,부활)
- 2014년 To Be One(UNI통일염원곡,부활)

## 예능
- 2021년 MBN 《보이스킹》4위
- 2015년 ~ 현재 MBC 《미스터리 음악쇼 복면가왕》 - 달려라 지구촌 (김동명), 47 ~ 48회 방송분 출연[1라운드]) & 만수무강 황금거북이 (김동명), 만수무강 황금거북이 83 ~ 84회 방송분 출연[우승])
- 2014년 ~ 현재 KBS 《불후의 명곡》 - 뜨거운안녕[준우승], 하얀손수건[우승], 홀로아리랑[우승]

## 김동명 링크
- 김동명 첫솔로음원 포비아
- 김동명 유튜브
- 김동명 공식팬카페
- 김동명 인스타